# Тамаш Феллегі
Тамаш Феллегі (угор. Fellegi Tamás László; *7 січня 1956, Будапешт) — угорський юрист, політолог, бізнесмен, міністр національного розвитку другого уряду Віктора Орбана.

## Освіта, наукова кар'єра
У 1974 закінчив гімназію імені Агошта Трефорта. У 1976 вступив до Будапештський університет|Будапештського університету імені Лоранда Етвеша (факультет права і політичних наук). Захистив диплом в 1981. У 1985 стипендіат Гарвардського університету.
Після отримання диплома юриста працював науковим співробітником Інституту суспільних наук (нині: Інститут політичних наук при Угорській академії наук. В той же час працював молодшим викладачем юридичного факультету. У 1983-1987. Один із засновників і викладачів Коледжу громадських наук, який сьогодні носить ім'я Іштвана Бібо, відомого угорського філософа, громадського діяча. у 1988 в стінах цього навчального закладу був створений Фідес (Союз молодих демократів). Феллегі є засновником і співробітником журналу Сазадвег.
У 1987 повернувся до Сполучених Штатів, де він навчався і працював в Університеті Коннектикуту. Закінчив Graduate School, отримав звання кандидата політичних наук. Протягом одного року працював науковим дослідником в Рочестері. Влітку 1988 в Нью-Йоркському New School читав серію лекцій про громадські рухи Східної Європи. У 1993 зі Сполучених Штатів повернувся на батьківщину. До 1997 як доцент працював викладачем на кафедрі політології факультету права і політичних наук Будапештського університету імені Лоранда Етвеша і позаштатним викладачем Політичної школи Сазадвег.
Області досліджень: суспільні науки, політичні науки (порівняльна політика, американська політика, public policy).

## Ділова кар'єра
1995-1996 — виконавчий директор ТОВ Euroatlantic, який займався комунікаційною та політичної консультацією.
1996-2000 — директор АТ МАТАВ. Надалі став заступником генерального директора, був відповідальним за зв'язки між телекомунікаційною компанією і урядом, а також за регулюючу діяльність.
З літа 2000 генеральний директор АТ EuroAtlantic.
Осінь 2007 — січень 2009 — виконавчий директор Kapsch Telematic Services. У 2009 створив підприємство ЗАТ Infocenter.hu. Був виконавчим директором і основним акціонером підприємства. При цьому ЗАТ Infocenter.hu є 100-процентним власником видавництва Хети Валас (Heti Válasz) і Ланцхід Радіо (Lánchíd Rádió), володіє меншою частиною Всеугорською комерційною радіостанцією Клас ФМ (Class FM). 22 квітня 2010 продав всю свою частину власності, якою володів в ЗАТ Infocenter.hu.

## Політична кар'єра
Уже в ході виборів 1990 супроводжуючи Віктора Орбана брав участь у виборчій кампанії Фідес.
1993-1994 політичний радник голови Фідес і виконавчий директор Фонду DAC (Democracy After Communism).
3 травня 2010 в новому уряді Віктора Орбана був призначений міністром розвитку. На цій посаді відповідає за управління державною власністю, інформаційну комунікацію, проекти, які реалізуються за рахунок внутрішніх капіталів. 29 травня прийняв присягу міністра.

## Сімейне життя
Одружений, дружина Агнеш Сокольськи, психолог. Мають двох синів.

## Наукові роботи
- Fellegi, Tamás László: Communism abandoned: transition from authoritarian rule in Hungary, 1985—1990. The University of Connecticut (Ph.D. dolgozat, 1993)
- Fellegi Tamas Laszló: «Regime Transformation and the Mid-Level Bureaucratic Forces in Hungary» in Peter M.E. Volten (ed.), Bound to Change: Consolidating Democracy in East-Central Europe (New York: Institute for East-West Studies, 1992)
- Fellegi Tamás László — Orbán Viktor: «Új hegemónia — Ellenzéki mozgalmak Lengyelországban 1980-81», Századvég 3, 1987
- Fellegi Tamás, László: Áttekintés az összehasonlító politika fejlődéséről az 50-es évektől napjainkig az amerikai szakirodalomban Kézirat, ELTE LJTK. Politológiai Csoport, Budapest, 1986.
- Fellegi, Tamás László:A hegemónia-koncepció Gramsci felfogásában (Adalék egy fogalom értelmezéséhez) Társadalomtudományi Közlemények, 1982. 3. sz. 453. old.
- A forradalom hangja. Magyarországi rádióadások 1956. október 23. november 9. (Szerk. Fellegi Tamás László, Gyekiczki András, Kövér László, Kövér Szilárd, Máté János, Orbán Viktor, Stumpf István, Varga Tamás, Wéber Attila) Századvég  [Архівовано 20 листопада 2016 у Wayback Machine.] füzetek 3., A Századvég Kiadó és a Nyilvánosság Klub közös kiadása, Budapest, 1989
- Az igazság Nagy Imre ügyében (Szerk. Fellegi Tamás László, Gyekiczki András, Gyurgyák János, Kövér László) Századvég  [Архівовано 20 листопада 2016 у Wayback Machine.] Kiadó-Nyilvánosság Klub, Századvég füzetek 2. Budapest, 1989
- Orosz szocializmus Közép-Európában (Szerk.: Fellegi Tamás László, Gyekiczki András, Gyurgyák János, Kövér László, Kövér Szilárd) Századvég füzetek 4., Századvég Kiadó, Budapest 1989.
- Az orosz kommunizmus értelme és eredete Szerzők: Csicskó Mária, Nyikolaj Bergyajev et al. (Szerk.: Fellegi Tamás László, Gyekiczki András, Gyurgyák János) Századvég  [Архівовано 20 листопада 2016 у Wayback Machine.] Kiadó, Századvég füzetek 5., Budapest, 1989
- Századvég  [Архівовано 20 листопада 2016 у Wayback Machine.] 1989/1-2. A Bibó István Szakkollégium társadalomelméleti folyóirata Szerzők: Csicskó Mária, Kende Péter, Pető Iván, Simon Róbert (Szerk.: Fellegi Tamás László, Gyekiczki András, Gyurgyák János) Századvég, Budapest, 1989
- Századvég  [Архівовано 20 листопада 2016 у Wayback Machine.] 1990/2. Népiek és urbánusok — egy mítosz vége? Szerzők: Heller Mária, Karády Viktor, Némedi Dénes, Nyikolaj Bergyajev, Rényi Ágnes Szabó Miklós, Szilágyi Ákos) (Szerk.: Fellegi Tamás László, Gyekiczki András, Gyurgyák János, Kövér László, Kövér Szilárd, Máté János, Orbán Viktor, Sasfi Csaba, Sós Adrienne, Stumpf István, Varga Tamás, Wéber Attila) Századvég Kiadó, Budapest, 1990